# Seebohm-bozótposzáta
A Seebohm-bozótposzáta (Amphilais seebohmi) a madarak osztályába, ezen belül a verébalakúak (Passeriformes) rendjébe és a tücsökmadárfélék (Locustellidae) családjába tartozó Amphilais nem egyetlen faja.
Korábban egy szemétkosár-taxonba, az óvilági poszátafélék (Sylviidae) családjába sorolták, de az új besorolás szerint az új tücsökmadárfélék (Locustellidae) családba tartozik.
A magyar név forrással nincs megerősítve.

## Előfordulása
Madagaszkár területén honos.